# 左营镇
左营乡，是中华人民共和国山東省菏泽市鄄城县下辖的一个乡镇级行政单位。

## 行政区划
左营乡下辖以下地区：
陈良村、王户庄村、北赵村、吕庙村、周楼村、杨台村、杜杨红村、李集村、左南村、管寺村、双李庄村、孙沙窝村、石庙村、丁阳寺村、八孔桥村、左北村、方庙村、郭庄村、杨屯村、胡楼村、史庄村、付庄村和中义村。